# عمر الشناوي
عمر الشناوي هو ممثل مصري بدأ مسيرتة الفنية في عام 2017 بمسلسل الأب الروحي. وهو حفيد الممثل كمال الشناوي.

## أعماله

### مسلسلات
- 2017: كلبش
- 2017: الأب الروحي
- 2018: كلبش 2
- 2018: الأب الروحي 2
- 2019: كلبش 3
- 2019: كارمن
- 2019: قيد عائلي
- 2019: سوبر ميرو
- 2019: بلا دليل
- 2020: ليه لأ
- 2020: فرصة تانية
- 2020: إلا أنا
- 2021: قواعد الطلاق ال 45
- 2021: حلوة الدنيا سكر
- 2021: الاختيار 2
- 2022: رانيا وسكينة
- 2022: بابلو
- 2024: الحشاشين
- 2025: عايشة الدور

### أفلام
- 11:11
- لأول مرة

## وصلات خارجية
- عمر الشناوي على موقع IMDb (الإنجليزية)
- عمر الشناوي على موقع الدهليز
- عمر الشناوي على موقع قاعدة بيانات الأفلام العربية